# سیلویا یوشچاک-کراوچیک
سیلویا یوشچاک-کراوچیک (لهستانی: Sylwia Juszczak-Krawczyk؛ زادهٔ ۱۷ ژوئن ۱۹۷۷) بازیگر اهل لهستان است.
از فیلم‌ها یا مجموعه‌های تلویزیونی که وی در آن‌ها نقش داشته‌است، می‌توان به غیرمجازها، بایگان، فوریوزا، سکوت، شمش‌سازان، موج جرم و جنایت، کمیسر آلکس، سال‌های شیرین، لندنی‌ها، دوستان، قانون حقیقی، پدر متیو، رنگ‌های خوشبختی، ۳۹ و نیم، کارآگاهان جنایی، ماگدا ام.، در خوشی و سختی، در خیابان سپولنی و ع چون عشق اشاره نمود.